# Медаль Благодарности Франции
Медаль Благодарности Франции (фр. Médaille de la Reconnaissance française) — французской награда, учреждённая 13 июля 1917 года и присуждаемая исключительно гражданским лицам, в знак благодарности всем тем, кто без юридических или военных обязательств пришёл на помощь раненым, инвалидам, беженцам или подвергнул себя риску в близости противника в годы Первой мировой войны.
Основной причиной создания награды было неудачное наступление генерала Нивеля в 1917 году и серьезный кризис доверия во Франции. Таким образом, французское правительство хотело поблагодарить тех, кто, несмотря на тяжёлую ситуацию, сохранял патриотизм. Почти 15 000 человек и сообществ были удостоены этой награды. Медаль больше не присуждается, последняя награда была вручена 14 февраля 1959 года.

## Условия награждения
Медаль французской благодарности после Первой мировой войны была вручена:
- Лицам, совершившие в присутствии неприятеля поступок исключительной самоотверженности, срок службы которых составил один год (указ от 2 декабря 1917 года);
- Жителям отличившихся городов (которым впоследствии было запрещено носить индивидуальную ленту или медаль указом от 2 декабря 1917 года);
- Гражданас Эльзаса и Лотарингии, которые были депортированы, сосланы или заключены в тюрьму до 1 августа 1914 года немецкими властями из-за их верности Франции (указ от 1 апреля 1922 года);
- Военнопленным, гражданским заключённым, заложникам и депортированным за исключительные поступки мужества и самоотверженности союзному делу. Жителям оккупированных территорий Эльзаса и Лотарингии, оказавшим помощь этим людям (указы от 29 ноября 1926 года и 8 декабря 1928 года).

## Описание награды
Первая модель представляла собой круглую бронзовую, серебряную или позолоченную медаль диаметром 30 мм в зависимости от степени. Дизайн был разработан гравёром Жюлем Дебуа. На аверсе изображена благотворительность в лице Франции, поддерживающей раненого солдата. На реверсе в центре рельефная круговая надпись «RECONNAISSANCE FRANÇAISE» по окружности в центре и пальмовый лист справа.
Вторая модель представляет собой круглую бронзовую, серебряную или позолоченную медаль диаметром 32 мм в зависимости от степени награды, дизайн выполнен гравером Морисом Деланнуа. На аверсе изображена женщина во фригийском колпаке, представляющая Францию, с пальмовой ветвью. На реверсе рельефная надпись «RECONNAISSANCE FRANCAISE» вокруг венка из роз, окружающего герб с инициалами «RF» (République Française).
Медаль висела на белой шелковой муаровой ленте шириной 37 мм с трёхцветными полосами синего, белого и красного цветов шириной 2 мм по краям, синяя была крайней.

## Награждённые города
Медалью французской благодарности награждены шесть французских и восемь иностранных городов.

### Французские города
- Анмас, Тонон-ле-Бен и Эвиан-ле-Бен (1921);
- Сере (1946);
- Сербер[англ.] и Ошфельден (1947).

### Зарубежные города
- Шаффхаузен (1919), Базель, Женева и Лозанна (1921), Монтрё (1953) —  Швейцария;
- Монс (1920) —  Бельгия;
- Люксембург (1921) —  Люксембург;
- Нарвик (1954) —  Норвегия.